# Cardeña
Cardeña és un municipi de la província de Còrdova a la comunitat autònoma d'Andalusia, a la comarca de Valle de los Pedroches.

## Demografia
Les primeres ocupacions sedentàries corresponen a l'inici de l'Edat dels Metalls, a l'Edat del Coure, entre el 3000 i 2500 aC. En el cas de Cardeña sembla probable que els seus primers pobladors es van establir per la riquesa de minerals en el seu terme municipal, car les restes oposades solen anar acompanyats de restes mineres. Al NE de Torrubia hi ha un filó de coure, conegut i explotat, almenys des de l'època romana. En 1930 un procés independentista, gestat des de Cardeña, culmina amb la segregació de Montoro i la constitució del primer ajuntament, sent el municipi més jove de la província de Còrdova.
El nombre d'habitants en els últims 10 anys:
| 1996  | 1998  | 1999  | 2000  | 2001  | 2002  | 2003  | 2004  | 2005  | 2006  |
| ----- | ----- | ----- | ----- | ----- | ----- | ----- | ----- | ----- | ----- |
| 2.009 | 1.966 | 1.912 | 1.907 | 1.856 | 1.801 | 1.755 | 1.776 | 1.761 | 1.750 |